# تانگ لین
تانگ لین (چینی: 唐琳؛ زادهٔ ۷ مهٔ ۱۹۷۶) جودوکار اهل چین است.
وی در مسابقات کشوری و بین‌المللی در مجموع برندهٔ ۱ مدال طلا شده‌است.